# سیارک ۱۱۱۰۲
سیارک ۱۱۱۰۲ (به انگلیسی: 11102 Bertorighini، نامگذاری:1995SZ4) یازده هزار و صد و دومین سیارک کشف شده‌است که در ۲۶ سپتامبر ۱۹۹۵ کشف شد.
قدر مطلق سیارک برابر ۱۴٫۱۰ است.